# International Standard Industrial Classification
Die International Standard Industrial Classification (ISIC, dt. ‚Internationale Standardklassifikation der Wirtschaftszweige‘) ist eine Klassifikation der UNO zur Gliederung von wirtschaftlichen Aktivitäten und darauf aufbauend Wirtschaftseinheiten wie Unternehmen in Wirtschaftszweige.
Dabei wird jede Branche aus dem primären, sekundären und tertiären Wirtschaftssektor einer von 21 Hauptgruppen zugeordnet, die wiederum in Untergruppen aufgeteilt sind.

## Hauptgruppen
- A – Agriculture, forestry and fishing (Landwirtschaft, Forstwirtschaft und Fischerei)
- B – Mining and quarrying (Bergbau und Gewinnung von Steinen und Erden)
- C – Manufacturing (Verarbeitendes Gewerbe)
- D – Electricity, gas, steam and air conditioning supply (Strom-, Gas-, Dampfversorgung)
- E – Water supply; sewerage, waste management and remediation activities (Wasserversorgung, Abfallwirtschaft)
- F – Construction (Baugewerbe)
- G – Wholesale and retail trade; repair of motor vehicles and motorcycles (Groß- und Einzelhandel; Werkstätten für Kraftfahrzeuge)
- H – Transport and storage (Verkehr und Lagerhaltung)
- I – Accommodation and food service activities (Gastgewerbe = Beherbergung und Gastronomie)
- J – Information and communication
- K – Financial and insurance activities (Kredit- und Finanzwesen)
- L – Real estate activities (Immobilienwirtschaft)
- M – Professional, scientific and technical activities (Freiberufliche, wissenschaftliche und technische Dienstleistungen)
- N – Administrative and support service activities
- O – Public administration and defense (Öffentliche Verwaltung; Verteidigung; Sozialversicherungswesen)
- P – Education (Bildung)
- Q – Human health and social work activities (Gesundheit und Sozialarbeit)
- R – Arts, entertainment and recreation (Kunst, Unterhaltung und Erholung)
- S – Other service activities (Andere Dienstleistungen)
- T – Private households as employers; undifferentiated goods- and services-producing activities of households for own use (Private Haushalte mit Hauspersonal)
- U – Activities of extraterritorial organizations and bodies (Exterritoriale Organisationen und Körperschaften)

## Verbreitung
Sie wurde auch von der EU mit der Statistischen Systematik der Wirtschaftszweige (NACE) bzw. der Schweizerischen Nomenclature Générale des Activités économiques (NOGA) weitgehend übernommen. Neben den EU-Mitgliedstaaten und der Schweiz verwenden auch Norwegen  eine NACE-kompatible Statistik, wie auch ungefähr zehn weitere Staaten außerhalb der EU bzw. Kandidatenländer wie die Türkei. Über 150 Länder in der ganzen Welt verwenden Wirtschaftszweigsystematiken, die entweder auf der ISIC  oder der NACE beruhen.